# Harpies
Pour les articles homonymes, voir Harpie.
Dans la mythologie grecque ou romaine, les harpies, ou harpyes (en grec ancien : Ἅρπυιαι / Hárpyiai), sont les filles de Thaumas et de l'Océanide Électre et les sœurs d’Iris et d’Arcé, quoique certaines traditions en fassent plutôt les filles de Typhon. Elles sont trois (ou plus selon les traditions) : Aello (« bourrasque »), parfois nommée Nicothoé (« pieds rapides »), Ocypète (« vole vite ») et Podarge (« pieds légers »), parfois nommée Céléno ou Celaeno (« obscure »).

## Description
Ce sont des divinités de la dévastation et de la vengeance divine. Plus rapides que le vent, invulnérables, caquetantes, elles dévorent tout sur leur passage, ne laissant que leurs excréments.

« Leurs traits sont d'une vierge ; un instinct dévorant
De leur rapace essaim conduit le vol errant ;
Une horrible maigreur creuse leurs flancs avides,
Qui, toujours s'emplissant, demeurant toujours vides,
Surchargés d'aliments, sans en être nourris,
En un fluide infect en rendent les débris,
Et de l'écoulement de cette lie impure
Empoisonnent les airs, et souillent la verdure. »

— Virgile, Énéide, chant III, traduction de Jacques Delille
Les descriptions diffèrent légèrement selon les auteurs. Selon Hésiode, elles ont un corps ailé d'oiseau et une tête de femme. Virgile leur donne des visages de fillette et des serres d'oiseau de proie. Homère en fait aussi des divinités des tempêtes, semblables à des cavales sauvages, par opposition aux vents plus doux, qui sont assimilés à des chevaux dociles. « Chiennes de Zeus », d'après Apollonios de Rhodes, elles volent les âmes et les enfants : c'est ainsi que les Pandarides furent données comme esclaves aux Érinyes.
Elles habitent les îles Strophades, dans la mer d'Ionie, sur la côte du Péloponnèse. Plus tard, Virgile les situera à l'entrée des Enfers avec les autres monstres. On raconte aussi que Zéphyr s'unit à une des harpies, Podargé, qui avait pris la forme d'une jument, et que de cette union naquirent les célèbres chevaux immortels Xanthe et Balios qui seront offerts à Achille, ainsi que Phlogéos et Harpagos, les chevaux des Dioscures.
Le Liber monstrorum, catalogue de peuples et créatures légendaires anonyme du VIIIe siècle, les décrit ainsi :
« On raconte qu'il y avait des monstres, les Harpies, dans les îles de Strophades, dans la mer Ionienne, sous la forme d'oiseaux, mais avec des visages de jeunes filles. Elles pouvaient parler en langage humain, et étaient toujours insatiables d'une faim dévorante, et avec leurs pieds crochus, elles arrachaient la nourriture des mains de ceux qui mangeaient. »

## Rôle dans les récits mythologiques

### Dans l’Odyssée
On rendait les harpies responsables de toutes les disparitions (Homère, Odyssée, I, v. 241–243). On racontait que même les dieux n'étaient pas à l'abri de leurs méfaits puisque Aphrodite, Héra et Athéna, qui avaient élevé les filles de Pandare depuis sa mort, en firent les frais. En effet, profitant de l'absence des déesses qui étaient allées sur l'Olympe discuter du mariage des jeunes filles, elles enlevèrent leurs protégées pour les donner aux Érinyes comme servantes (Homère, Odyssée, XX, v. 61–78).

### Dans la quête de la Toison d'or

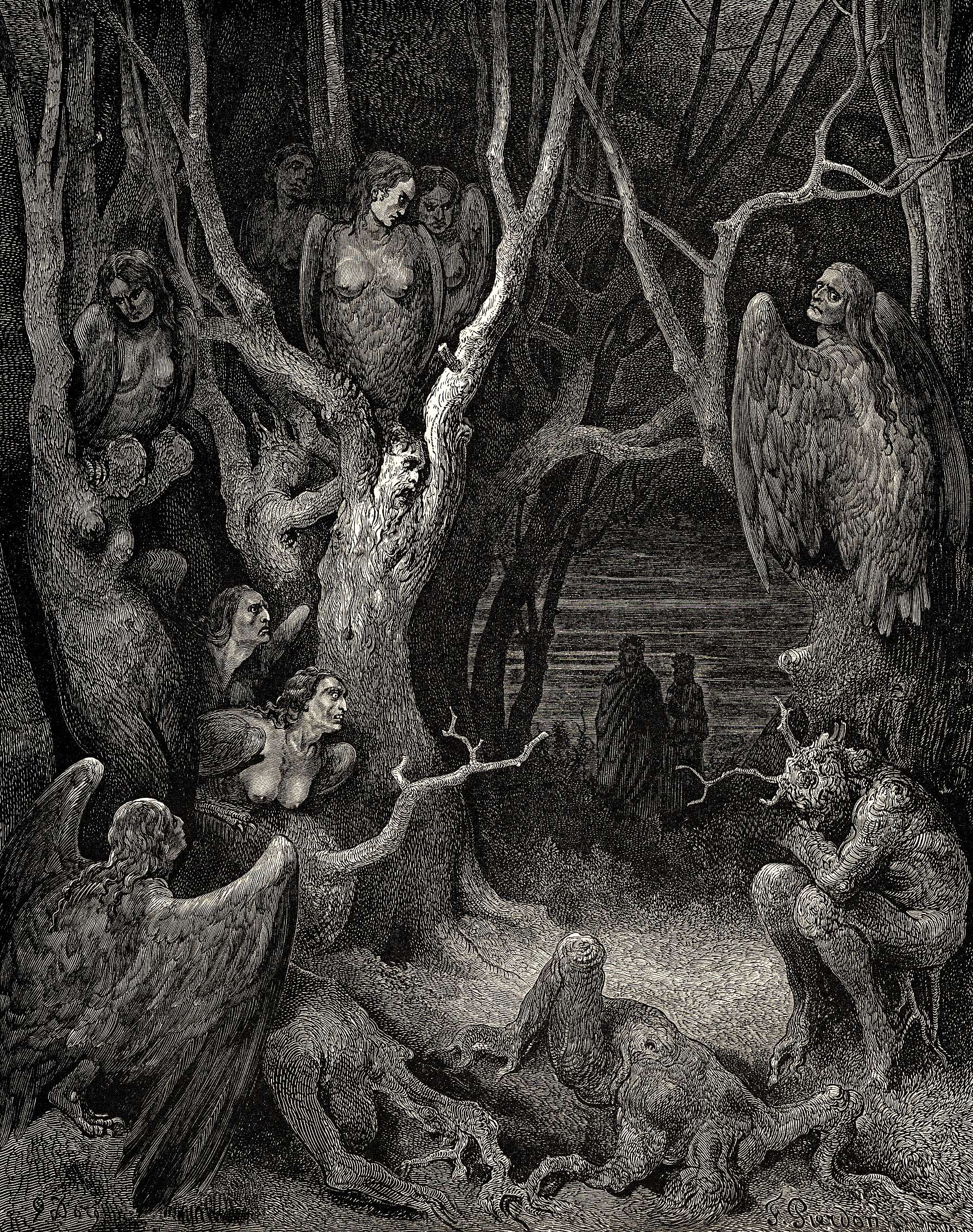
Les harpies tourmentant des damnés du 7e Cercle des Enfers (suicidés changés en arbres) devant Dante et Virgile. Illustration de La Divine Comédie, probablement par Gustave Doré.

En Thrace, le roi Phinée possédait des dons de prophétie, mais Zeus lui avait envoyé les harpies car il avait découvert certains secrets concernant la race humaine. Le dieu l'avait rendu aveugle et les harpies venaient saisir les mets déposés sur sa table ou les souiller. Le roi accueillit les Argonautes, les informa de l'avenir du voyage, puis les pria de l'aider, sachant que deux d'entre eux, ses beaux-frères ailés, Calaïs et Zétès, pourraient chasser les harpies. L'épisode figure dans les Argonautiques d'Apollonios de Rhodes.
Un banquet fut préparé et, dès que les harpies arrivèrent, les fils de Borée les pourchassèrent jusqu'en Acarnanie. La fin de la légende diffère selon les auteurs. Dans la version la plus courante, Calaïs et Zétès pourchassèrent les harpies jusqu'aux Strophades, îles de la mer Ionienne, où Iris (qui était la sœur des harpies) leur apparut et leur demanda d'abandonner leur poursuite sur l'ordre de Zeus, car les harpies participaient à l'ordre divin. En contrepartie, celles-ci laisseraient désormais Phinée en paix. Elles allèrent vivre dans une grotte du mont Dicté, en Crète.

### Dans l’Énéide

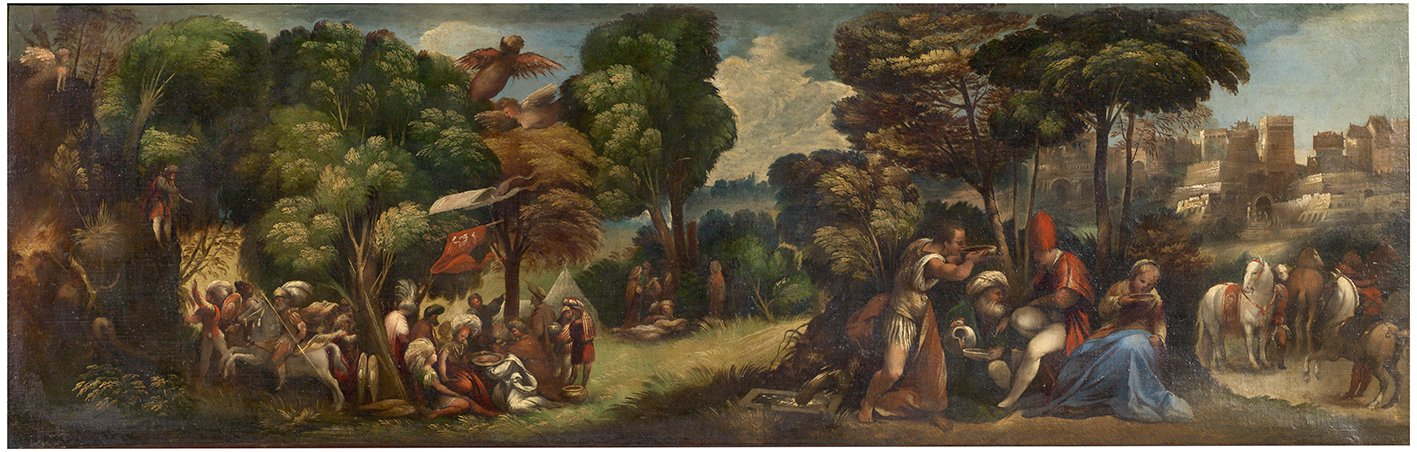
Énée et la prédiction des harpies par Dosso Dossi (vers 1515).

Dans l’Énéide de Virgile, Énée rencontre une harpie dans les Strophades (chant III). C'est Céléno qui lui prédit que les Troyens n'atteindront leur nouvelle patrie que lorsque la faim les obligera à manger leurs tables.
Quelque temps plus tard, alors qu'Énée et ses compagnons se trouvent à l'embouchure du Tibre, on leur sert la nourriture sur des galettes qu'ils mangent aussi, ce qui provoque la réflexion d'Ascagne, le fils d'Énée : « Hé, nous avons même mangé nos tables ! » Alors Énée se souvient de la prédiction de Céléno et laisse éclater sa joie : « Salut, terre promise par les destins, et salut à vous, ô fidèles Pénates de Troie. Voici notre demeure, voici notre patrie. »

## Interprétations dans les études mythologiques
Une interprétation historicisante de la mythologie assimile les harpies aux sauterelles, qui, comme elles, détruisent tout sur leur passage et sont chassées par le vent du Nord[réf. nécessaire].

## Les harpies dans l'univers contemporain
- La harpie est aussi un véritable oiseau caractérisé d'après l'animal mythique.
- L'Harpyia est un genre de papillon de la famille des Notodontidae. On le trouve principalement dans le centre de l'Europe et il mesure en moyenne de 40 mm à 52 mm. Ces papillons sont visibles entre mai et juin en fonction de leur zone d'habitat.
- Le terme est souvent utilisé métaphoriquement pour désigner une méchante femme (sorcière) : par exemple, dans Beaucoup de bruit pour rien de William Shakespeare, Benedick approche et demande au Prince, Don Pedro : « Voulez-vous m’envoyer au bout du monde pour votre service ? Je vais à l’instant aux antipodes sous le plus léger prétexte que vous puissiez inventer. Je cours vous chercher un cure-dent aux dernières limites de l’Asie, prendre la mesure du pied du Prêtre-Jean, vous chercher un poil de la barbe du grand Cham, négocier quelque ambassade chez les Pygmées, plutôt que de soutenir un entretien de trois paroles avec cette harpie. »

## Sources
- Pseudo-Apollodore, Bibliothèque [détail des éditions] [lire en ligne] (I, 2, 6).
- Apollonios de Rhodes, Argonautiques [détail des éditions] [lire en ligne] (II, 234 et suiv.).
- Hésiode, Théogonie [détail des éditions] [lire en ligne] (v. 267).
- Homère, Odyssée [détail des éditions] [lire en ligne] (I, 241 ; XX, 61-78).
- Hygin, Fables [détail des éditions] [(la) lire en ligne] (XIV).
- Ovide, Métamorphoses [détail des éditions] [lire en ligne] (XIII, 710).
- Valerius Flaccus, Argonautiques [détail des éditions] [lire en ligne] (IV, 428).
- Virgile, Énéide [détail des éditions] [lire en ligne] (III, 212 ; VII, 116 sqq).